# 65 Revisited
65 Revisited – amerykański film dokumentalny z 2007, wyreżyserowany przez D.A. Pennebakera. Film powstał na bazie materiału zebranego na potrzeby sławnego filmu reżysera Dont Look Back (1967), który nakręcony został podczas trasy koncertowej Boba Dylana po Wielkiej Brytanii w tym samym roku.